# De Runner von Hamburg
Das Shanty De Runner von Hamburg ist ein traditionelles Lied, das sich im Repertoire vieler „Shanty-Chöre“ findet. Es wurde vom Hamburger Arbeiterdichter Heinrich Schacht verfasst und beschreibt das Einlaufen eines Schiffes in den Hamburger Hafen, bei dem die sogenannten Runner an Bord kommen, um den Seeleuten Bedarfswaren zu verkaufen. Hierbei nutzen die Runner Alkohol („Kööm un Beer“), sowie Zigarren, die sie kostenlos ausgeben, als Kaufanreiz.

## Art, Herkunft und Inhalt des Liedes
De Runner von Hamburg ist ein Shanty, das zur Arbeit gesungen wurde. Es handelt sich um ein sogenanntes „Long-drag-Shanty“, genauer gesagt ein Halyard- oder auch Fall-Shanty. Als „Fall“ wird ein langes Tau bezeichnet, das beispielsweise zum Segelsetzen dient. Der Rhythmus des Gesangs hilft beim Zusammenarbeiten, denn er unterstützt das gleichzeitige Ziehen des Falls, während alle Mann den Refrain singen. Heinrich Schacht gestaltete den Text nach Liedern dieser Art, deren Melodien sich Seeleute in den amerikanischen Häfen von New Orleans oder Mobile von den farbigen Hafenarbeitern abhörten und mit eigenen Texten zu eigen machten. Die Melodie von De Runner von Hamburg ist einem weit verbreiteten Worksong entlehnt, der in vielen Variationen vorkommt, und häufig unter seinem Refrain Roll the cotton down gesungen wird.

### Text
De See geiht hoch, de Wind, de blast

Oh, Kööm un Beer for mi!

Janmaat, die Fleit is nie verbaast

Oh, Kööm un Beer för mi

Reise aus Quartier un all an Deck

Oh, Kööm …

De Ool fiert sülvst de Marsseils weg

Oh, Kööm …

Un wenn wi nun na Hamborg kaamt

Denn süüt man all de Runners stahn

Elias röppt, dor büst du ja

Ik see di nich tom eersten Mal

Du bruukst gewiß een neen Hoot

Ik heff weck von de neeste Mood

Un ook gewiss een Taschendook

Un een nieen Slips, den bruukts du ook

Un ook een beten seep und Tweern

Un denn one pound to’m Amuseern

Wi is dat mit een lütten Kööm

Un een Zigarr, dat smeckt doch schöön

Afmustert ward, dat is mal klor

Wi geihn vun Bord un gröln Hurra!

### Worterklärungen
„Kööm“ – eigtl. Köm genannter Kümmelschnaps, der Begriff wird in Norddeutschland jedoch auch für andere Sorten klaren, starken Alkohols genutzt, „Janmaat“ – ein Matrose, „Fleit“ – Flöte od. Vagina, „verbaast“ – eingeschüchtert od. verwirrt, „fiert“ – v. fieren, eine Leine nachlassen.

### Seemännischer Slang
Der Text beschreibt die Vorgänge auf einem Schiff, das die Nordsee verlassen hat und mit Kurs auf Hamburg elbaufwärts fährt. Die Besatzung wird mit dem seemännischen Weckruf „Reise“ (von engl.: rise) aus ihren Räumlichkeiten, dem „Quartier“, an Deck gerufen. Währenddessen kümmert sich der als „Ool“ (plattd. für Alter) bezeichnete Kapitän darum, die oberen Segel, die Marssegel zu bergen. Als das Schiff somit an Geschwindigkeit verliert, kommen die „Runner“ an Bord. Das Wort „Runner“ wurde für Männer verwendet, die allerlei – teils zwielichtigen – mobilen Geschäften nachgingen. Es ist verwandt mit dem englischen Ausdruck „Rum-Runner“, der für Alkoholschmuggler und auch für Schwarzbrenner verwendet wurde. Die hamburgischen Runner kamen, wie das Lied darstellt, vor Einlaufen an Bord und nutzen teilweise die Situation der Seeleute aus. Einerseits, indem sie ihnen Alkohol gaben, andererseits, indem sie ihnen einredeten, bestimmte Dinge zu benötigen, um auf Landgang eine gute Figur zu machen: Seeleute, die in der Zeit der Segelschifffahrt oft seit vielen Monaten kein Land mehr betreten hatten, kannten die aktuelle Mode nicht. An Bord des besungenen einlaufenden Schiffes kennt sich jedoch einer der Seeleute mit den „Runnern“ aus. Er wird als „Elias“ bezeichnet, ein Ausdruck für einen weitsichtigen Matrosen, der auf den biblischen Propheten Elija zurückgeht.

## Versionen
- Hannes Wader hat auf seinem Album Hannes Wader singt Shanties eine von Hein Hoop arrangierte Version mit dem Titel „Köm un Beer för mi“ aufgenommen.